# Списак епизода серије Хана Монтана

Следи листа епизода Disney Channel-ове комедије ситуације, Хана Монтана, твораца Мајкла Порјес, Ричарда Корела и Бари О'Брајена. Серија је дебитовала 24. марта 2006. Програм прати живот тинејџерке која живи двоструки живот као просечна тинејџерка по имену Мајли Стјуарт (тумачи Мајли Сајрус) дању и позната поп певачица Хана Монтана ноћу , где свој стварни идентитет скрива од свих осталих, осим од породице и неколико блиских пријатеља.
Четврта сезона је имала премијеру 11. јула 2010. и завршила се 16. јануара 2011. године са једносатним финалем серије. Током приказивања серије, емитовано је 98 оригиналних епизода серије.

## Преглед серије
| Сезона | Сезона | Епизоде | Епизоде | Оригинално емитовање | Оригинално емитовање |
| Сезона | Сезона | Епизоде | Епизоде | Премијера            | Финале               |
| ------ | ------ | ------- | ------- | -------------------- | -------------------- |
|        | 1.     | 26      | 26      | 24. март 2006.       | 30. март 2007.       |
|        | 2.     | 29      | 29      | 23. април 2007.      | 12. октобар 2008.    |
|        | 3.     | 31      | 31      | 2. новембар 2008.    | 14. март 2010.       |
|        | 4.     | 15      | 15      | 11. јул 2010.        | 16. јануар 2011.     |

1. ↑  Додатна епизода, „Без шећера, шећеру”, је продуцирана, али никада није емитована у Сједињеним Државама због контроветзе.was produced, but never aired in the United States due to controversy. Епизода је прерађена као „Напет (Оливер је добро)”, која се емитовала током треће сезоне.